# Jesper Rönnbäck
Jesper Johannes Rönnbäck (Jukkasjärvi, 1 de febrero de 1974) es un deportista sueco que compitió en esquí acrobático, especialista en la prueba de baches.
Ganó una medalla de bronce en el Campeonato Mundial de Esquí Acrobático de 1997. Participó en los Juegos Olímpicos de Nagano 1998, ocupando el sexto lugar en su especialidad.

## Medallero internacional
| Campeonato Mundial | Campeonato Mundial | Campeonato Mundial | Campeonato Mundial |
| Año                | Lugar              | Medalla            | Competición        |
| ------------------ | ------------------ | ------------------ | ------------------ |
| 1997               | Nagano (Japón)     | Medalla de bronce  | Baches             |